# Tim (álbum de Avicii)
TIM es el título del tercer y último álbum de estudio (después de Stories) y primer álbum póstumo del DJ sueco Avicii, lanzado el 6 de julio de 2019. La primera canción del álbum, «SOS», fue lanzada el 10 de abril de 2019. Todas las regalías de las ventas del álbum se destinan a la Fundación Tim Bergling, creada después del suicidio de Avicii para concienciarse acerca de la salud mental.

## Antecedentes
Tras el suicidio de Avicii en abril de 2018, su representante dijo el mes siguiente que "no había planes" para lanzar ningún material nuevo en el futuro inmediato. En abril de 2019, se anunció que Avicii había estado trabajando en el álbum antes de su muerte, con colaboradores listos para ayudar a terminar el trabajo. Un equipo de escritores y productores hizo un álbum, descrito como: "contiene elementos de música psicodélica, árabe, sonidos del Caribe y más". La lista de canciones del álbum fue elegida de entre 16 posibles. También contará con la colaboración de Avicii con Chris Martin titulada «Heaven».

## Lista de canciones
El álbum incluirá 12 canciones; adaptado de iTunes, la cuenta de Twitter de Dancing Astronaut y Billboard.

| Tim   |                                                  | |                                              |          |  |
| N.º   | Título                                           | Escritor(es) | Productor(s)                                 | Duración |  |
| 1.    | «Peace of Mind» (featuring Vargas & Lagola)      | Tim Bergling Vincent Pontare Salem Al Fakir                                                                                               | Avicii                                       | 3:00     |  |
| 2.    | «Heaven» (featuring Chris Martin)                | Tim Bergling Chris Martin | Avicii Carl Falkthinsp ; [ a ] [ 9 ]         | 4:37     |  |
| 3.    | «SOS» (featuring Aloe Blacc)                     | Tim Bergling Albin Nedler Kristoffer "Bonn" Fogelmark Kandi Burruss Tameka Cottle Kevin Briggs                                            | Avicii Nedlerthinsp; [ a ] Bonnthinsp; [ a ] | 2:37     |  |
| 4.    | «Tough Love» (featuring Agnes y Vargas & Lagola) | Tim Bergling Al Fakir Pontare Isak Alverus                                                                                                | Avicii Vargas and Lagola                     | 3:11     |  |
| 5.    | «Bad Reputation» (featuring Joe Janiak)          | Tim Bergling Falk Joseph Janiak | Avicii                                       | 3:25     |  |
| 6.    | «Ain't a Thing» (featuring Bonn)                 | Tim Bergling Falk Janiak Joakim Berg | Avicii Carl Falk                             | 3:03     |  |
| 7.    | «Hold the Line» (featuring A R I Z O N A)        | Tim Bergling Lucas von Bahder Zachary Hannah David Labuguen Nathan Esquite PJ Bianco Andrew Jackson                                       | Avicii, Lucas von Bahder                     | 2:51     |  |
| 8.    | «Freak» (featuring Bonn)                         | Tim Bergling Nedler Fogelmark Hachidai Nakamura Rokusuke Ei Justin Vernon Samuel Smith James Napier William Phillips Jeff Lynne Tom Petty | Avicii                                       | 2:59     |  |
| 9.    | «Excuse Me Mr. Sir» (featuring Vargas & Lagola)  | Tim Bergling Al Fakir Pontare Marcus Thunberg Wessel                                                                                      | Avicii                                       | 3:07     |  |
| 10.   | «Heart Upon My Sleeve» (con Imagine Dragons)     | Tim Bergling Dan Reynolds Wayne Sermon Ben McKee Daniel Platzman                                                                          | Avicii                                       | 4:14     |  |
| 11.   | «Never Leave Me» (featuring Joe Janiak)          | Tim Bergling Nedler Fogelmark Janiak Martin Svensson                                                                                      | Avicii                                       | 2:51     |  |
| 12.   | «Fades Away» (featuring Noonie Bao)              | Tim Bergling Falk Janiak Berg | Avicii                                       | 2:58     |  |
| 38:53 |                                                  | |                                              |          |  |

Notas
- [a] significa un co-productor
- «SOS» contiene una interpolación con «No Scrubs» de TLC, escrita por Tameka Cottle, Kandi Burruss, y  Kevin "She'kspere" Briggs.[10]
- «Freak» samplea la canción «Stay with Me», originalmente escrita e interpretada por Sam Smith. Mismo caso con la canción «Ue o Muite Arukō» del actor y cantante japonés Kyū Sakamoto, escrita en el año 1961.
- «Heart Upon My Sleeve» con Imagine Dragons samplea el remix de la canción «Fire In Our Hearts (Arston Remix)» del duo de DJ's y productores rusos Swanky Tunes feat. C. Todd Nielsen de 2015.

## Personal
Adaptado de Billboard.
Voces
- Vargas and Lagola (tracks 1, 4 and 9)
- Chris Martin (track 2)
- Aloe Blacc (track 3)
- Agnes Carlsson (track 4)
- Joe Janiak (tracks 5 and 11)
- Bonn (tracks 6 and 8)
- Arizona (track 7)
- Imagine Dragons (track 10)
- Noonie Bao (track 12)

Producción
- Tim Bergling – producción, programación, teclados
- Salem Al Fakir – coproducción (tracks 1, 4 and 9)
- Vincent Pontare – coproducción (tracks 1, 4 and 9)
- Carl Falk – coproducción (tracks 2, 5, 6 and 12)
- Albin Nedler – co- producción (tracks 3, 8 and 11)
- Kristoffer Fogelmark – coproducción (tracks 3, 8 and 11)
- Marcus Thunberg Wessel – ingeniero (track 9)
- Richard "Segal" Huredia – ingeniero (track 3)
- Kevin Grainger – mezcla y masterización (track 3)
- Julio Rodriguez Sangrador – mezcla y masterización (track 3)

## Posicionamiento en lista
| Gráfica (2019)                           | Pico de posición |
| ---------------------------------------- | ---------------- |
| Australia (ARIA)                         | 6                |
| Austria (Ö3 Austria)                     | 3                |
| Bélgica (Ultratop flamenca)              | 1                |
| Bélgica (Ultratop valona)                | 5                |
| Canadá (Billboard Canadian Albums)       | 3                |
| República Checa (ČNS IFPI)               | 3                |
| Dinamarca (Hitlisten)                    | 3                |
| Países Bajos (Album Top 100)             | 1                |
| Finlandia (Suomen Virallinen Lista)      | 1                |
| Francia (SNEP)                           | 11               |
| Alemania (Offizielle Top 100)            | 5                |
| Hungría (MAHASZ)                         | 20               |
| Irlanda (IRMA)                           | 6                |
| Italia (FIMI)                            | 5                |
| Japón (Oricon)                           | 9                |
| Japanese Hot Albums (Billboard Japan)    | 3                |
| Latvian Albums (LAIPA)                   | 2                |
| Lithuanian Albums (AGATA)                | 1                |
| Nueva Zelanda (Recorded Music NZ)        | 8                |
| Noruega (VG-lista)                       | 1                |
| Polonia (ZPAV)                           | 10               |
| Escocia (Scottish Albums Chart)          | 10               |
| Slovak Albums (ČNS IFPI)                 | 4                |
| España (PROMUSICAE)                      | 4                |
| Suecia (Sverigetopplistan)               | 1                |
| Suiza (Schweizer Hitparade)              | 2                |
| Reino Unido (UK Albums Chart)            | 7                |
| Estados Unidos (Billboard 200)           | 11               |
| Estados Unidos (Dance/Electronic Albums) | 1                |